# Нифло, Исидор
Исидор «Джек» Нифло (англ. Isidor "Jack" Niflot; 16 апреля 1881, Россия — 29 мая 1950, США) — американский борец, чемпион летних Олимпийских игр 1904.
На Олимпиаде 1904 года в Сент-Луисе Нифло соревновался только в категории до 56,7 кг. Он выиграл у Огюста Уэстера в финале, выиграв золотую медаль.